# Pyriglena
Pyriglena es un género de aves paseriformes perteneciente a la familia Thamnophilidae que agrupa a especies nativas de América del Sur, donde se distribuyen de forma disjunta desde el suroeste de Colombia, a lo largo de los Andes por Ecuador, Perú y Bolivia, hasta el suroeste de Brasil y norte de Paraguay; en el este de la Amazonia brasileña y en el este y sureste de Brasil, hasta el este de Paraguay y extremo noreste de Argentina. Sus miembros reciben el nombre común de ojosdefuego.

## Etimología
El nombre genérico femenino «Pyriglena» se compone de las palabras del griego «πυρ pur, πυρος puros»: fuego y «γληνη glēnē»: ojos, significando «de ojos de fuego».

## Características
Los ojosdefuego son tamnofilídos bastante grandes, de colas largas, miden entre 16 y 18 cm de longitud, y suelen pesar entre 25 y 36 g. Presentan dimorfismo sexual en el plumaje, siendo la coloración de las hembras del pardo al crema, mientras que los machos son negros con pequeñas manchas blancas en la espalda o las alas. Ambos sexos tienen el iris de color rojo brillante, de donde proviene su nombre común.  Se alimentan de insectos y con frecuencia siguen a las hormigas guerreras para atrapar a las presas que espantan. Dos de las tres especies pertenecientes al género están ampliamente distribuidas, pero el ojodefuego de Bahía está en peligro de extinción.

## Lista de especies
Según las clasificaciones del Congreso Ornitológico Internacional (IOC) y Clements Checklist/eBird v.2019, el género agrupa a las siguientes especies con el respectivo nombre popular de acuerdo con la Sociedad Española de Ornitología (SEO), u otro cuando referenciado:
| Imagen | Nombre científico    | Autor             | Nombre común           | Estado de conservación |
| ------ | -------------------- | ----------------- | ---------------------- | ---------------------- |
|        | Pyriglena leuconota  | (Spix, 1824)      | ojodefuego dorsiblanco | LC                     |
|        | Pyriglena maura      | (Ménétries, 1835) | ojodefuego occidental  | NE                     |
|        | Pyriglena similis    | J.T. Zimmer, 1931 | ojodefuego del Tapajós | NE                     |
|        | Pyriglena atra       | (Swainson, 1825)  | ojodefuego de Bahía    | EN                     |
|        | Pyriglena leucoptera | (Vieillot, 1818)  | ojodefuego aliblanco   | LC                     |

## Taxonomía
Con base en el comportamiento y a las vocalizaciones, el género ha sido considerado hermanado a Rhopornis. Los estudios genéticos sugieren un parentesco más próximo a los géneros Gymnocichla, Percnostola, Akletos y Hafferia, todos agrupados en una tribu Pyriglenini.
Diversos autores ya consideraban que el ampliamente difundido «complejo P. leuconota» podría consistir de más de una especie; un estudio de filogenia molecular identificó cinco clados bien definidos dentro del presente género. Utilizando esta agrupación filogénica como base, un estudio reciente de Isler & Maldonado-Coelho (2017) de las vocalizaciones de las diferentes subespecies, sugiere que el grupo de subespecies P. leuconota maura, de la región andina y del sur-occidente de Brasil, este de Bolivia y norte de Paraguay, y la subespecie P. leuconota similis del centro sur de la Amazonia brasileña, podrían ser separadas como especies plenas. Adicionalmente, el estudio identificó algunas incertidumbres taxonómicas en relación con las subespecies, que precisan ser mejor elucidadas. En la Propuesta N° 759 al Comité de Clasificación de Sudamérica (SACC) se aprobó la elevación al rango de especies de Pyriglena maura y Pyriglena similis.
La subespecie P. leuconota pernambucensis es considerada como la especie separada Pyriglena pernambucensis apenas por el Comité Brasileño de Registros Ornitológicos (CBRO), con base en los estudios de Maldonado-Coelho et al. (2013).